# هالو بازار
هالو بازار (بالفارسية: هالو بازار) هي قرية تقع في البلدة المركزية في إيران. يقدر عدد سكانها بـ 81 نسمة بحسب إحصاء 2016.